# Georg Peter Groß (Maler)
Georg Peter Groß (* 11. April 1782 in Schwäbisch Hall; † 29. April 1858 ebenda) war ein deutscher Kunstmaler und Zeichner.

## Leben
Georg Peter Groß war der älteste Sohn des Kupferschmieds Friedrich Gottlieb Groß, der aus einer Haller-Salzsieder-Familie stammte, und der Maria Katharina, geborene Mulfinger. Er erlernte das Kunsthandwerk u. a. in Paris und kehrte 1828/29 nach Schwäbisch Hall zurück, wo er dann überwiegend tätig war. Er war klassizistisch geschult, öffnete sich in seinen Landschaftsbildern aber auch der biedermeierlichen Romantik.
Neben den Landschaftsbildern, die er hauptsächlich malte, stammen von ihm auch einige Porträts und gezeichnete Druckvorlagen. Groß war Mitglied der Haller Schützen-Gesellschaft und gilt als bedeutendster Maler von Schützenscheiben im 19. Jahrhundert. Er gestaltete viele dieser Scheiben, die er teils auch selbst stiftete; rund 60 von ihnen sind erhalten. 1829, anlässlich des  Geburtstags von König Wilhelm I. von Württemberg, malte er für das Schützenfest in Schwäbisch Hall eine dem König gewidmete Schützenscheibe mit Fortuna nach einem Vorbild von Das Große Glück von Albrecht Dürer. Im Jahr 1830 malte er eine Schützenscheibe Die Heiligen Drei Könige mit den Patronen des Gasthauses Dreikönig in Hall, die von dessen Wirt, Johann Gottlieb Fritzlin, gestiftet wurde.
Seine Landschaftsbilder und Stadtansichten stellte er von 1827 bis 1843 auch im Stuttgarter Kunstverein aus. Einige Bilder wurden 1826 bis 1828 aus dem württembergischen Hofdispositionsfonds bezahlt, darunter ein Bild von St. Michael (Schwäbisch Hall), eines von Maulbronn, zwei der Burgruine Weibertreu und eines der Burg Löwenstein (heute im Landesmuseum Württemberg). Gelegentlich nahm er auch politische Themen auf wie 1830 Die Pariser Julirevolution. Er porträtierte den württembergischen Prinzen Heinrich und den aus Schwäbisch Hall stammenden Friedrich David Gräter (heute in der Grafiksammlung des Historischen Vereins für Württembergisch Franken). Als Auftragsarbeit porträtierte er 1846 den Staatswissenschaftler Robert Mohl für die Tübinger Professorengalerie.

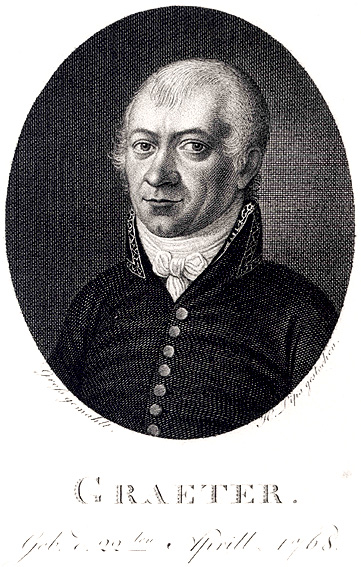
Friedrich David Gräter
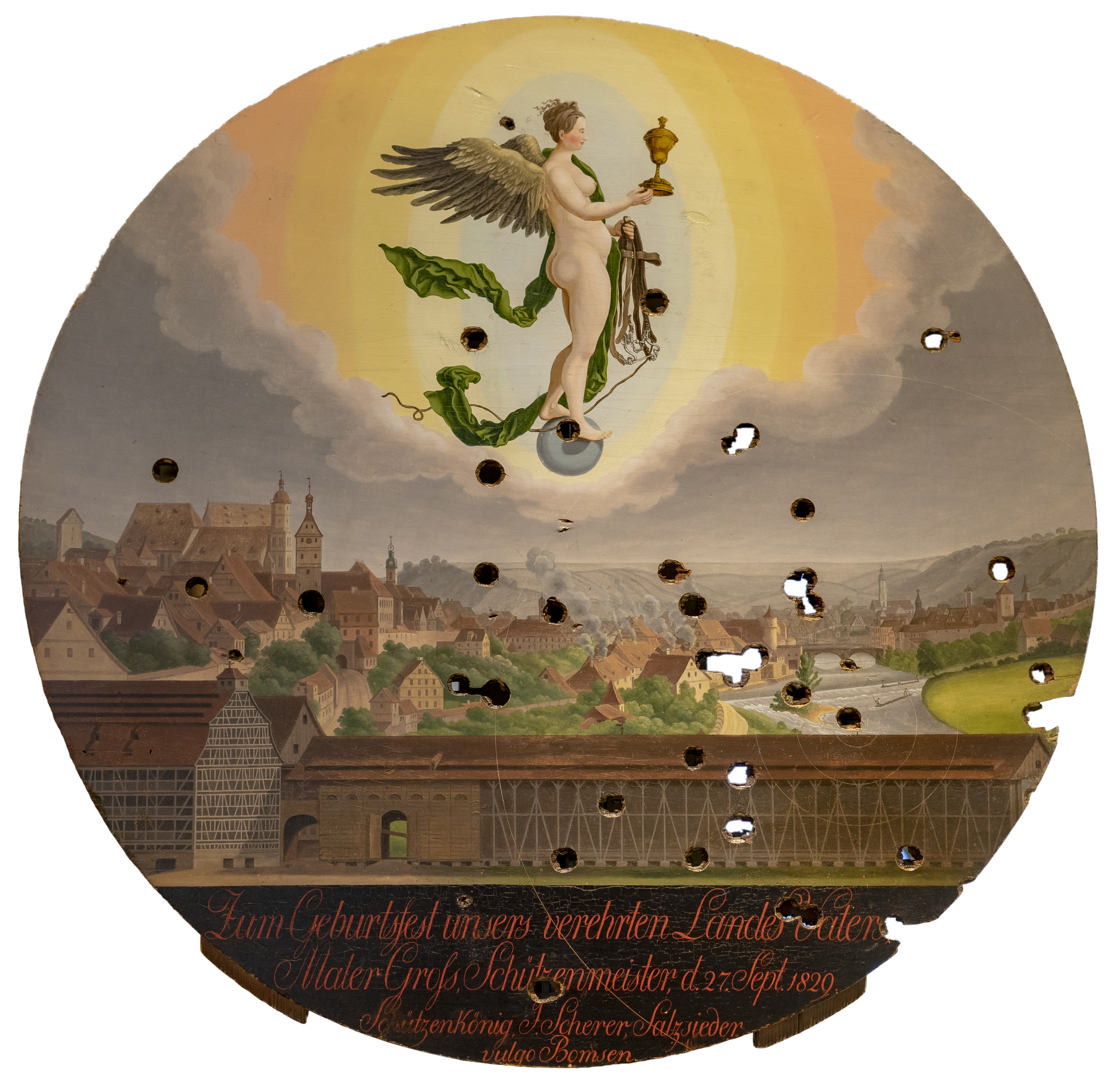
Schützenscheibe mit Fortuna (nach A. Dürer) und Ansicht von Schwäbisch Hall, 1829
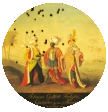
Schützenscheibe Die Heiligen Drei Könige, Schwäbisch Hall, 1830
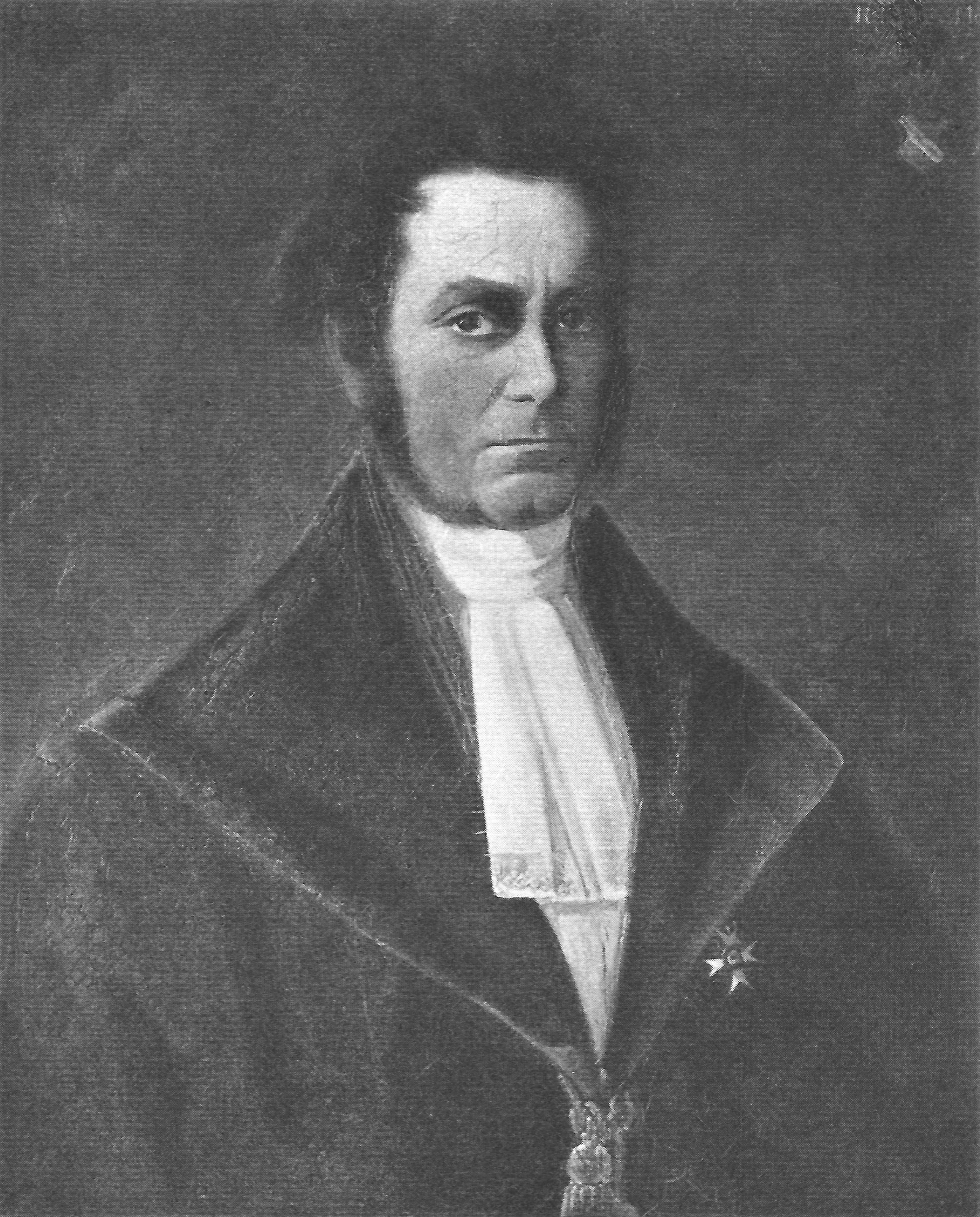
Robert Mohl, Tübingen 1846